# Zespół Andersen-Tawila
Zespół Andersen-Tawila (ang. Andersen-Tawil syndrome) – choroba genetyczna, stanowiąca jeden z typów zespołu wydłużonego QT. Dziedziczona jest autosomalnie dominująco.
Wyróżnia się dwa podtypy zespołu: typ 1 (60%), w którym stwierdza się mutacje genu KCNJ2 w locus 17q23.1-q24.2, i typ 2 (40%), o nieznanej przyczynie.
Chorobę opisali niezależnie od siebie Ellen Damgaard Andersen i Al-Rabi Tawil.